# Les Moissonneurs (Van Gogh)
Pour l’article homonyme, voir Les Moissonneurs.
Les Moissonneurs est une huile sur toile peinte par Vincent van Gogh en juin-juillet 1888, conservée à Paris au musée Rodin.
Elle est une des nombreuses toiles de l'artiste ayant pour thème le travail des champs et du blé.

## Description du tableau
Les Moissonneurs, représente la récolte du blé. Au premier plan, des gerbes de blé moissonné appuyées les unes contre les autres sont peintes. Le centre du tableau représente le processus de récolte, un couple au travail dans une mer de jaune et d'ocre. À l'horizon, la ville d'Arles. Van Gogh décrit la série de champs de blé comme « des paysages jaunes — vieil or — rapidement, rapidement, rapidement faits et à la hâte, tout comme le moissonneur silencieux sous le soleil de plomb, concentré uniquement sur la récolte ». Van Gogh utilise le format paysage pour toutes ses peintures de champs de blé, la seule exception étant cette peinture qui a été réalisée au format portrait.

## Arles
Van Gogh a environ 35 ans lorsqu'il a déménage à Arles, dans le sud de la France. Au sommet de sa carrière, produisant certains de ses meilleurs travaux, ses peintures représentent différents aspects de la vie ordinaire. Les Tournesols, parmi les plus reconnaissables des peintures de Van Gogh, sont créées à cette époque. C'est probablement aussi l'une des périodes les plus heureuses de la vie de Van Gogh. Il était confiant, lucide et apparemment satisfait.
Son travail à cette époque représente un point culminant d'influences, telles que l'impressionnisme, le néo-impressionnisme et le japonisme de sa période parisienne au cours des deux années précédentes. Son style a évolué vers des couleurs vives et des coups de pinceau énergiques et empâtés, l'impasto.

## Champs de blé
L'association étroite des paysans et des cycles de la nature intéresse particulièrement Van Gogh, comme les semailles, la récolte et les gerbes de blé dans les champs. Pour Van Gogh, labourer, semer et moissonner symbolisait les efforts de l'homme pour surmonter les cycles de la nature : « le semeur et la gerbe de blé représentaient l'éternité, et le moissonneur et sa faux une mort irrévocable ». Les heures sombres propices à la germination et à la régénération sont représentées dans Le Semeur et les champs de blé au coucher du soleil.
En 1889, Van Gogh écrit à propos de la manière dont le blé était symbolique pour lui : « que peut faire une personne quand elle pense à toutes les choses qu'elle ne peut pas comprendre, mais regarde les champs de blé… nous, qui vivons de pain, ne sommes-nous pas nous-mêmes très semblables au blé… à moissonner quand nous sommes mûrs ».

## Peintures de récolte
Au cours de la dernière quinzaine de juin, il travaille sur un groupe de dix tableaux sur la thématique de la récolte, qui lui permettent d'expérimenter la couleur et la technique. « J'ai maintenant passé une semaine à travailler dur dans les champs de blé, sous un soleil de plomb », écrivait Van Gogh le 21 juin 1888 à son frère Théo.